# (6137) Johnfletcher
(6137) Johnfletcher est un astéroïde de la ceinture principale.

## Description
(6137) Johnfletcher est un astéroïde de la ceinture principale. Il fut découvert par Akira Natori et Takeshi Urata le 25 janvier 1991 à Yakiimo. Il présente une orbite caractérisée par un demi-grand axe de 3,21 UA, une excentricité de 0,063 et une inclinaison de 15,44° par rapport à l'écliptique.
Il fut nommé en l'honneur de l'astronome amateur britannique John Fletcher, né en 1947 (homonyme du dramaturge John Fletcher).

## Compléments